# روماناتو طاهیرو
روماناتو طاهیرو (انگلیسی: Rumanatu Tahiru؛ زادهٔ ۴ ژوئن ۱۹۸۴) بازیکن فوتبال اهل غنا است.
وی همچنین در تیم ملی فوتبال زنان غنا بازی کرده‌است.